# Kamaran
För andra betydelser, se Kamaran (olika betydelser).

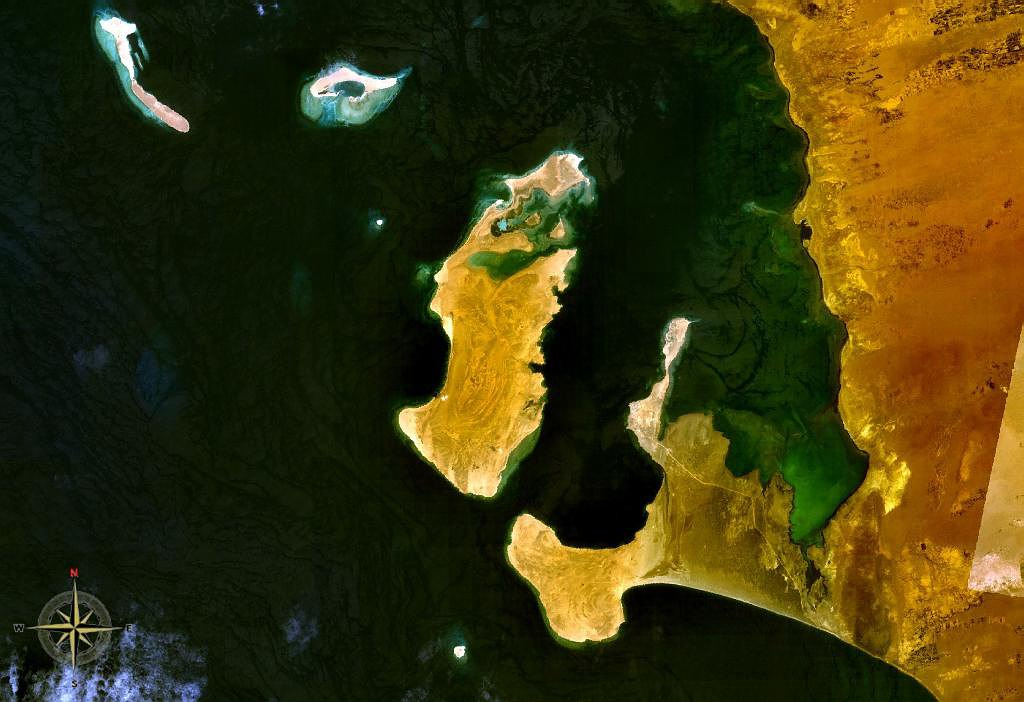
Satellitfoto av Kamaran.

Kamaran (arabiska: كمران, Kamarān) är en ö i södra Röda havet, utanför Jemens kust. Arean är 108 km².
Kamaran var brittiskt 1915–1967, och administrerades då under Aden. Ön blev efter en folkomröstning en del av Sydjemen 1967, och tillhör sedan 1990 Jemen. Fram till 1952 var Kamaran karantänstation för pilgrimer till Mekka.